# Mychajło Kaczkowski
Mychajło Kaczkowski, ukr. Михайло Качковський (ur. 29 lipca 1802 w Dębnie, zm. 20 sierpnia 1872 w Kronsztadzie) – ukraiński działacz społeczny i polityczny, pisarz, publicysta, prawnik.

## Biografia
Urodził się w rodzinie księdza greckokatolickiego. Ukończył studia prawnicze na Uniwersytecie Lwowskim. Po ukończeniu studiów przez długi czas pracował jako radca sądowy w Sądzie Okręgowym w Samborze. Pod koniec kariery prawniczej, po 40 latach pracy został mianowany radcą Wyższego Sądu Krajowego we Lwowie.
Działalność publiczną rozpoczął w 1848, udzielając się w kilku ukraińskich organizacjach społeczno-oświatowych. Był znanym mecenasem, wspierał materialnie innych pisarzy i publicystów. Finansował zakup literatury o charakterze moskalofilskim rozprowadzanej następnie wśród młodzieży przez nauczycieli gimnazjalnych i katechetów. Dzięki jego wsparciu finansowemu możliwe było wydanie Antologii ruskiej, opracowanej przez Jakowa Hołowackiego i Bohdana Didyćkiego. Zawierała ona dzieła samego Didyćkiego oraz wiersze poetów rosyjskich.
W 1861 założył we Lwowie na własny koszt czasopismo „Słowo” (1861-1887). Przy Domu Narodowym we Lwowie stworzył fundację (wpłacony przez niego fundusz założycielski wynosił 80 000 guldenów), zajmującą się wspieraniem literatów piszących w języku ukraińskim. Kaczkowski wspierał materialnie zarówno ukraiński ruch narodowy, jak i ruch Rusinów-moskalofilów, którego centrum mieściło się w Kołomyi i jej okolicach, a którego organizatorem był ksiądz greckokatolicki ze Skałatu – Iwan Naumowycz.
Wybrany do Sejmu Krajowego Galicji I kadencji z IV kurii obwodu Sambor, z okręgu wyborczego Drohobycz-Podbuż.
Kaczkowski zmarł podczas podróży po Rosji i został pochowany na terenie twierdzy Kronsztad.
Jego nazwiskiem nazwano towarzystwo kulturalno-oświatowe (Towarzystwo im. Mychajła Kaczkowskiego), założone przez moskalofilów w odpowiedzi na utworzenie przez ukrainofilów Towarzystwa Proswita.